# Éperonnier de Hainan
Polyplectron katsumatae
Espèce
Statut de conservation UICN

 EN A2cd+3cd+4cd;C2a(i) : En danger
Statut CITES
L'Éperonnier de Hainan (Polyplectron katsumatae) est une espèce d'oiseaux de la famille des Phasianidae.

## Répartition
Cette espèce est endémique de l'île de Hainan et est extrêmement rare.

## Taxinomie
Suivant les travaux de Chang et al. (2008), le Congrès ornithologique international sépare cette espèce de l'Éperonnier chinquis (Polyplectron bicalcaratum).